# Gislaveds kommunblock
Gislaveds kommunblock var ett tidigare kommunblock i Jönköpings län.

## Administrativ historik
Den 1 januari 1964 grupperades Sveriges 1006 dåvarande kommuner i 282 kommunblock som en förberedelse inför kommunreformen 1971. Gislaveds kommunblock bildades då av köpingarna Gislaved och Anderstorp, landskommunerna Burseryd, Reftele och Villstad samt större delen av Södra Mo landskommun (Norra Hestra, Stengårdshults, Valdshults och Öreryds församlingar). Kommunblocket hade vid bildandet 22 938 invånare.
1967 delades kommunblocken in i A-regioner och Gislaveds kommunblock kom då att tillhöra Värnamo a-region.
1973 överfördes en del av Bolmsö församling (Bolmsö Västerland) från Hyltebruks kommunblock till Gislaveds kommunblock.
1974 bildades "blockkommunen" Gislaved av kommunerna i området och kommunblocket upplöstes.